# TDRS-3
El TDRS-3, conocido antes del lanzamiento como TDRS-C, es un satélite de comunicaciones estadounidense construido por TRW que es operado por la NASA como parte del Tracking and Data Relay Satellite System.

## Lanzamiento

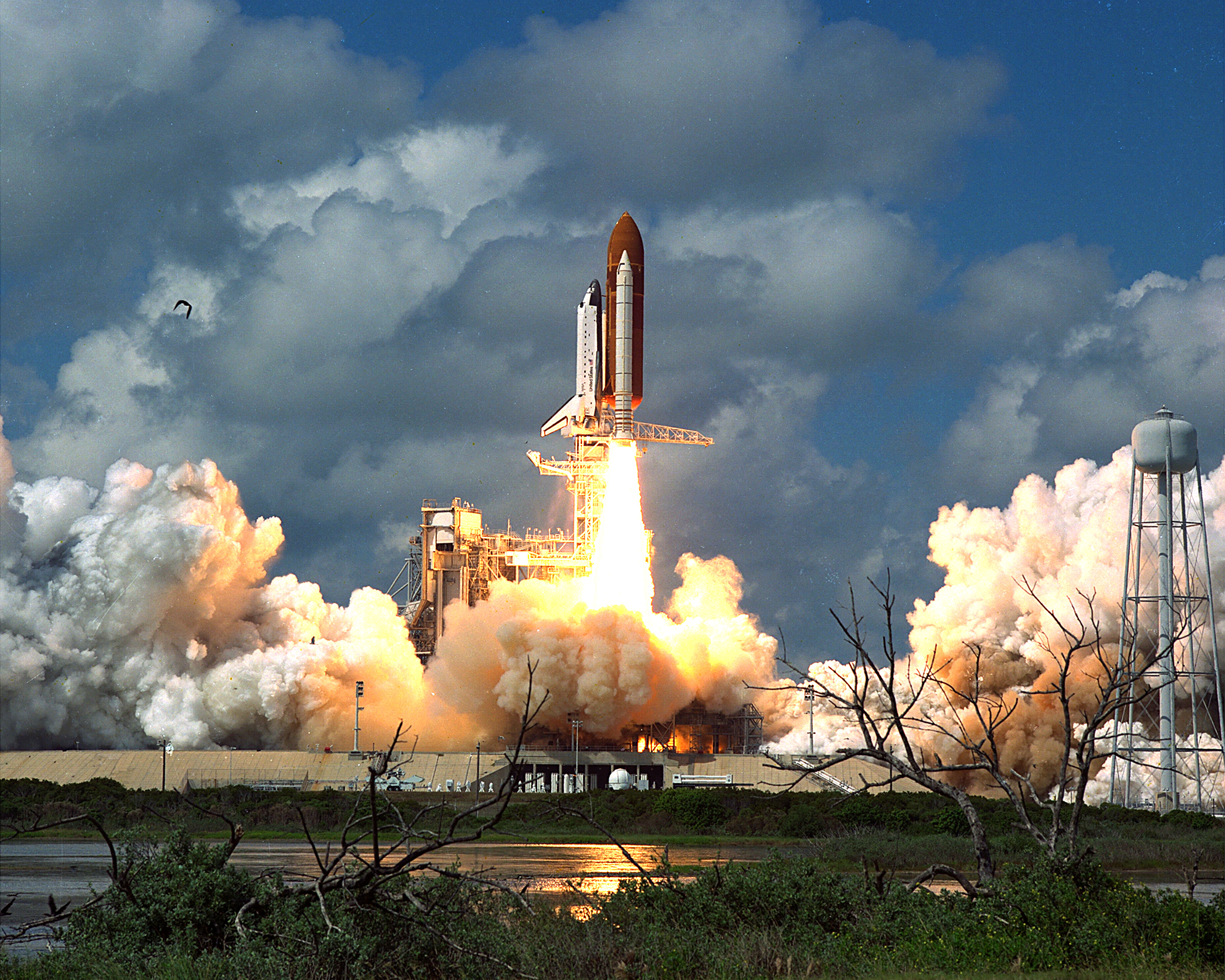
El lanzamiento de regreso al vuelo del transbordador espacial Discovery y su tripulación de cinco hombres desde la plataforma 39B a las 11:37 a.m. del 29 de septiembre de 1988, cuando el Discovery se embarcó en una misión de cuatro días y una hora de duración.

El satélite TDRS-C se lanzó a bordo del transbordador espacial Discovery durante la misión STS-26 en 1988; el primer vuelo del Transbordador espacial desde el accidente del Challenger, el cual resultó en la pérdida del satélite TDRS anterior, el TDRS-B. El Discovery se lanzó desde el Complejo de lanzamiento 39B del Centro Espacial Kennedy a las 15:37:00 GMT el 29 de septiembre de 1988. El TDRS-C se desplegó desde el Discovery unas seis horas después del lanzamiento, y se elevó a una órbita geoestacionaria por medio de una etapa superior inercial (IUS).